# Кайтсърфинг
Кайтсърф или кайтсърфинг (на английски: kitesurfing, образувано от думите kite – хвърчило и surf – сърф) е сравнително нов спорт.

## История
Първите сведения за използване на хвърчило с цел придвижване датират още от 13 век. Това са направили китайците. По-късно (1800 г.) Джордж Покок започва да използва хвърчила, прикрепени към каруци и лодки и така ги придвижва с помощта на вятъра. Той постига това с помощта на същите принципи за движение по и срещу вятъра, които се използват във ветроходството, а хвърчилата му са със същата четирилинийна система за контрол, която е използвана и от съвременните кайтове. Първите сведения за изминато по-голямо разстояние по вода, благодарение на вятъра, датират от 1903 г., когато Самуел Коди пресича Ламанша с малка лодка, задвижвана с хвърчило. Друг рекорд, който остава в историята, е на Ян Дей, който достига скорост от 40 km/h с катамаран през 1978 г. Но като създатели на познатото ни хвърчило за кайтсърфинг остават двамата братя французи Доминик и Бруно Легано. През ноември 1984 г. те патентоват дизайна на първото надуваемо хвърчило за кайтсърфинг. Чак след 13 години (1997 г.) Рафаел Селс и Лорън Нес започват да провеждат обучения за професионални състезатели. Година по-късно вече има създадени и училища по кайтсърфинг. Първото състезание се провежда през септември 1998 г. на остров Мауи и е спечелено от Флаш Остин. Веднага след това започват да се организират и много други състезания по целия свят. Днес кайтсърфингът става все по-популярен спорт. До 2006 г. има данни за около 150 000 – 200 000 души, които практикуват този спорт.
Световните организации по кайтсърфинг са:
- The Professional Kiteboard Riders Association (PKRA),
- KITEBOARD PRO WOURLD TOUR (KPWT),
- International Kiteboarding Association (IKA) [1]

## Рекорди
Kristin Boese поставя световен рекорд със спечелването на цели 9 световни купи. Новият световен рекорд за скорост е 50,98 възела и е постигнат от Alexandre Caizergues. Последният световен рекорд за изминато разстояние с кайт е поставен на 24 юли 2007 г. от Raphaël Salles. Той изминава разстоянието от Сен Тропе до Калви (207 km) за 5 часа и половина.

## Популярни дестинации
В България това са: Бургас, Сарафово, Поморие, Варна, Вромос, къмпингите Градина, Златна рибка и др. По света: Бразилия, Хавайски острови, Канарски острови, Мароко, Египет, Тарифа, Тунис, остров Мавриций, и др.

## Екипировка
Кайт (хвърчило), бар, дъска (борд), трапец, помпa.